# Around the World with Orson Welles
Around The World With Orson Welles è una serie di documentari di viaggio scritti, diretti e presentati dal regista statunitense Orson Welles per la società inglese Associated-Rediffusion, nel 1955. La serie è composta da sei documentari della durata di 26 minuti ciascuno, realizzati personalmente da Welles in diverse località europee. Uno di questi, intitolato Third Man Returns to Vienna, è andato perduto.

## Elenco degli episodi
- St.-Germain-des-Prés: una visita del quartiere parigino di Saint-Germain-des-Prés, in compagnia dell'attrice e cantante Juliette Gréco e del poliedrico artista Jean Cocteau.
- Madrid Bullfight (La lotta dei tori di Madrid): Welles mostra gli aspetti tecnici e quelli pittoreschi di una corrida nella Plaza de toros di Madrid.
- Chelsea Pensioners (Pensionati di Chelsea): documentario sulla vita degli anziani nel famoso quartiere londinese di Chelsea.
- Pays Basque I - The Basque Countries (Paesi Baschi I - Le nazioni basche): la vita di un piccolo villaggio nella parte francese dei Paesi Baschi.
- Pays Basque II - La Pelote basque (Paesi Baschi II - La pelota basca): Welles mostra la passione dei baschi per la pelota basca, loro sport nazionale, dai bambini che la giocano per strada ai più affermati campioni.
- Third Man Returns to Vienna (Il Terzo Uomo ritorna a Vienna): considerato perduto, in quanto non si ha notizia di alcuna copia ancora esistente.